# Ignacio Flores
Ignacio Flores Ocaranza (Cidade do México, 31 de julho de 1953 - Cuernavaca, 11 de agosto de 2011) foi um futebolista mexicano que atuou como lateral direito, que fez carreira no Cruz Azul. Ele era irmão do também jogador de futebol Luis Flores.

## Carreira
Ignacio flores fez parte do elenco da Seleção Mexicana de Futebol, na Copa do Mundo de  1978.

## Falecimento
Ignacio foi assassinado em agosto de 2011.